# Cristina Torres Delgado
Cristina Andrea Torres Delgado (n. 1986) es una abogada y funcionaria pública chilena, que desde abril de 2021 hasta marzo de 2022 ejerció como directora de Presupuestos, bajo la segunda administración del presidente Sebastián Piñera.

## Estudios
Es abogada de la Universidad Mayor y diplomada en regulación económica de la Universidad Adolfo Ibáñez. Ha realizado posgrados sobre diseño organizacional del Estado y gestión de condiciones laborales en el sector público; especialización en derecho administrativo y responsabilidad administrativa y, curso de especialización en contratación y compras públicas.

## Trayectoria profesional
Entre 2012 y 2014, durante el primer gobierno de Sebastián Piñera, ejerció como asesora legal de Gabinete de la directora de Presupuestos Rossana Costa, y de la Subdirección de Racionalización y Función Pública, liderando estudios y análisis de proyectos de ley en materias laborales, estatutarias y organizacionales del sector público.
Luego de dejar el gobierno de Piñera, desde 2014 hasta 2018, fue parte del programa legislativo del Instituto Libertad y Desarrollo (LyD), donde estuvo a cargo del área de mercados regulados como aguas, energía, medio ambiente y transporte, y coordinó la tramitación de las leyes de presupuesto durante ese período.
Durante el segundo gobierno de Piñera en 2018, volvió a desempeñarse en la administración pública, siendo jefa de Gabinete del Ministerio de Energía, donde participó en la estrategia y contenidos de estudio del sector energético, y la relación interministerial, con la presidencia de la República y con el sector privado, ejerciendo hasta mediados de 2019.
Desde agosto de 2019 hasta enero de 2020, funcionó como asesora legal de la Dirección de Presupuestos (Dipres). Desde entonces fue subdirectora de Racionalización y Función Pública en dicho organismo.
El 2 de abril de 2021 fue designada como titular de la Dipres, luego de la salida de Matías Acevedo, cargo que asumió finalmente el 5 de abril de ese año, siendo la tercera titular mujer en la institución.